# Pusjkinmedaljen

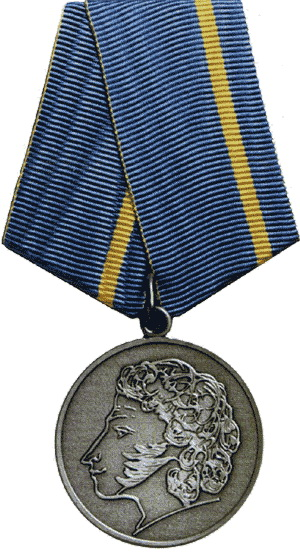
Pusjkinmedaljen.

Pusjkinmedaljen (ryska: медаль Пушкина) är en medalj som instiftades av Boris Jeltsin år 1999. Den är uppkallad efter Aleksandr Pusjkin. Bland mottagarna finns Tarja Halonen, George Soros, Hans Björkegren, och Annika Bäckström.